# Saison 2017 de l'équipe cycliste Trek-Segafredo
La saison 2017 de l'équipe cycliste Trek-Segafredo est la septième de cette équipe.

## Préparation de la saison 2017

### Sponsors et financement de l'équipe
L'équipe porte depuis 2016 le nom de son propriétaire et sponsor principal, fabricant de vélo Trek, et de la marque de café Segafredo Zanetti (it), devenue co-sponsor en 2016. D'abord engagée pour deux ans, celle-ci a prolongé jusqu'à 2020 le contrat qui la lie à l'équipe, son président Massimo Zanetti (it) s'estimant satisfait de la première année de sponsoring. Le budget de l'équipe est d'environ 12 millions d'euros.
L'entreprise Sportful est le nouveau fournisseur de vêtements de l'équipe. Elle s'est engagée pour trois ans. Un nouveau maillot est créé à cette occasion. Le haut de ce maillot est rouge et présente le logo de Trek sur la poitrine. Le bas du maillot, ainsi que le cuissard, est noir à fines rayures et arbore le logo de Segafredo.
Comme en 2016, l'équipe utilise trois modèles de vélos fournis par Trek : le Madone, le Domane et l'Emonda.

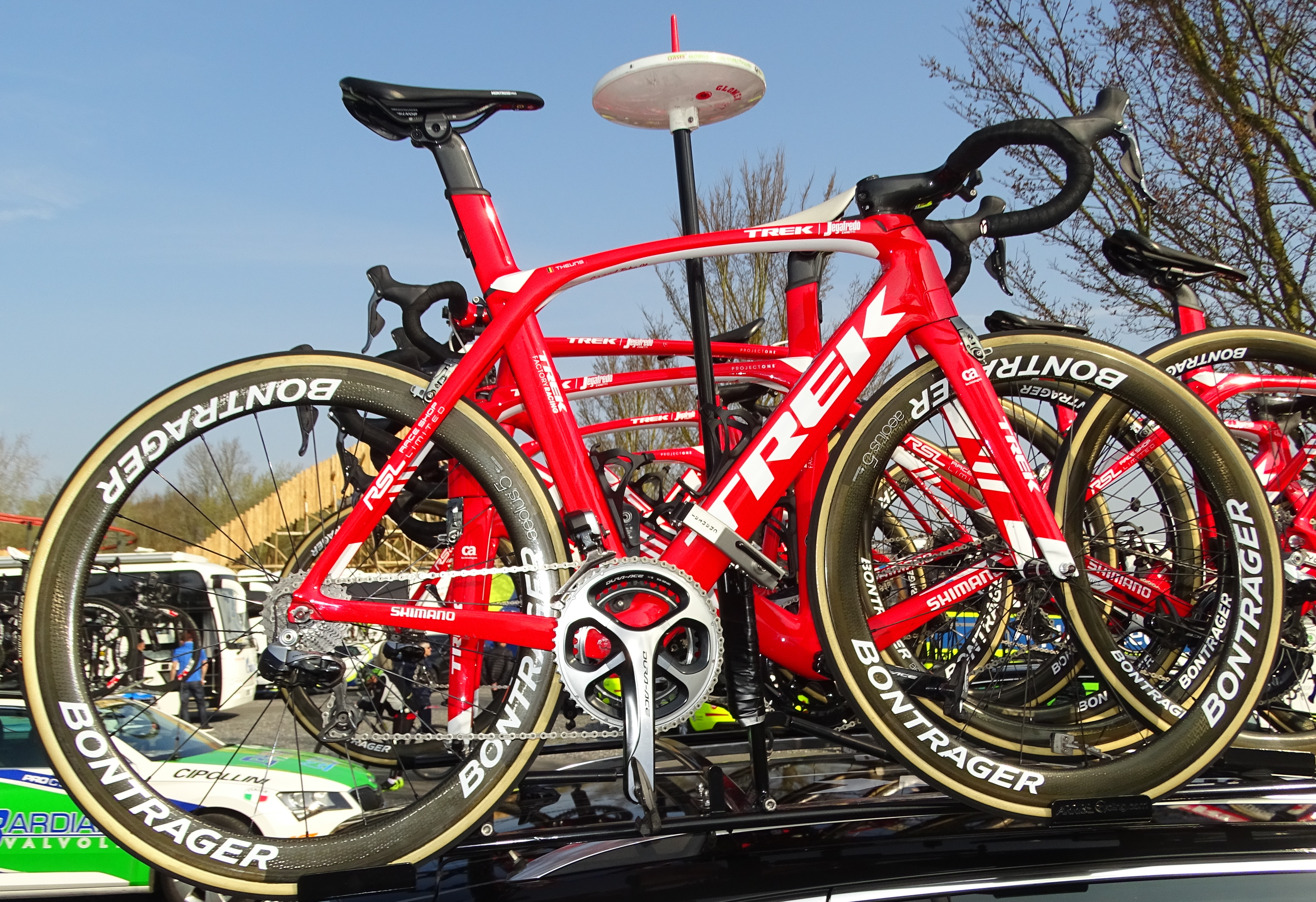
Trek Madone, lors des Trois Jours de La Panne.
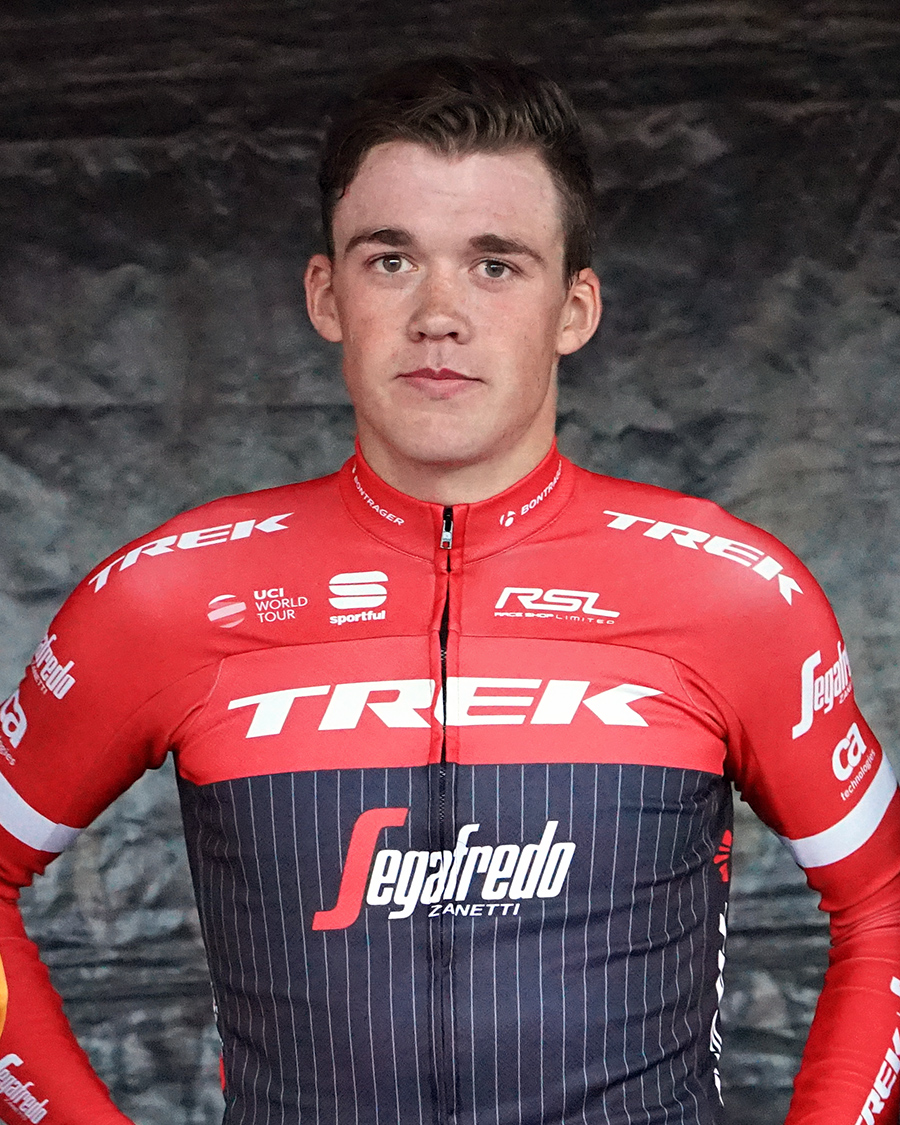
Mads Pedersen, vếtu du maillot de l'équipe.

### Arrivées et départs
L'effectif de l'équipe est fortement renouvelé à l'intersaison, avec neuf départs et onze arrivées. Cinq coureurs mettent fin à leur carrière : Jack Bobridge, Fabian Cancellara, Ryder Hesjedal, Fränk Schleck et Yaroslav Popovych. Ce dernier reste dans l'équipe, en devenant directeur sportif. Stijn Devolder et Riccardo Zoidl, n'ont pas été conservés au sein de l'effectif et ont rejoint respectivement Verandas Willems-Crelan et Felbermayr Simplon Wels. Julián Arredondo retrouve l'équipe Nippo-Vini Fantini, qu'il a quittée en 2014, afin de se relancer,. Enfin, Niccolò Bonifazio quitte Trek-Segafredo alors que son contrat le liait à l'équipe jusque fin 2017, et s'engage avec la nouvelle équipe Bahrain-Merida.
Les deux principales recruers sont John Degenkolb et Alberto Contador, engagés pour être les nouveaux leaders de l'équipe, respectivement lors de classiques, et au Tour de France. Ayant un sponsor italien, l'équipe a d'abord tenté de recruter Vincenzo Nibali, mais celui-ci a préféré s'engager avec la nouvelle équipe Bahrain-Merida. Degenkolb est recruté avec un équipier, Koen de Kort. Contador arrive de l'équipe Tinkoff, qui disparaît, avec son mécanicien et son soigneur personnels, les directeurs sportifs Ivan Basso et Steven de Jongh, et deux autres coureurs : Jesús Hernández et Michael Gogl. Deux coureurs sont issus de l'équipe IAM, qui disparaît également : le spécialiste du contre-la-montre Matthias Brändle et Jarlinson Pantano. André Cardoso est recruté pour aider Alberto Contador et Bauke Mollema. Trois jeunes coureurs viennent compléter l'effectif. Gregory Daniel, champion des États-Unis en titre, et Ruben Guerreiro sont issus de l'équipe formatrice Axeon-Hagens Berman, et Mads Pedersen de l'équipe Stölting Service Group.
| Arrivées                 | Équipe 2016            |
| ------------------------ | ---------------------- |
| Matthias Brändle         | IAM                    |
| André Cardoso            | Cannondale-Drapac      |
| Alberto Contador         | Tinkoff                |
| Gregory Daniel           | Axeon-Hagens Berman    |
| Koen de Kort             | Giant-Alpecin          |
| John Degenkolb           | Giant-Alpecin          |
| Michael Gogl             | Tinkoff                |
| Ruben Guerreiro          | Axeon-Hagens Berman    |
| Jesús Hernández Blázquez | Tinkoff                |
| Jarlinson Pantano        | IAM                    |
| Mads Pedersen            | Stölting Service Group |

| Départs           | Équipe 2017                      |
| ----------------- | -------------------------------- |
| Julián Arredondo  | Nippo-Vini Fantini               |
| Jack Bobridge     | retraite                         |
| Niccolò Bonifazio | Bahrain-Merida                   |
| Fabian Cancellara | retraite                         |
| Stijn Devolder    | Verandas Willems-Crelan          |
| Ryder Hesjedal    | retraite                         |
| Yaroslav Popovych | directeur sportif Trek-Segafredo |
| Fränk Schleck     | retraite                         |
| Riccardo Zoidl    | Felbermayr Simplon Wels          |

### Objectifs
L'équipe se donne pour objectif de terminer la saison à la première place du classement par équipes du World Tour. Elle compte pour cela sur des deux principales recrues, John Degenkolb et Alberto Contador, leaders respectivement sur les classiques et le Tour de France et les autres courses par étapes. Luca Guercilena compte également sur Giacomo Nizzolo, champion d'Italie en titre, afin qu'il poursuive sa progression et puisse viser la victoire sur des courses comme Milan-San Remo, Gand-Wevelgem, et des étapes du Tour d'Italie.

## Déroulement de la saison
L'équipe Trek-Segafredo commence sa saison en janvier, en Australie, avec le Tour Down Under, première épreuve UCI World Tour de l'année. Son leader y est Peter Stetina. Il est accompagné du grimpeur Jarlinson Pantano, de Koen de Kort, Ruben Guerreiro, Mads Pedersen, Laurent Didier et Edward Theuns,. De retour en compétition sur route après s'être blessé lors du Tour de France 2016, ce dernier est huitième de la première étape, puis cinquième deux jours plus tard. 	Ruben Guerreiro, dont c'est la première course avec Trek-Segafredo, et la première participation à une épreuve du World Tour, se classe septième de la deuxième étape et porte pendant trois jours le maillot blanc de meilleur jeune. Il termine dix-huitième du classement général et troisième meilleur jeune. 
Les mêmes coureurs disputent ensuite la Cadel Evans Great Ocean Road Race, intégrée cette année au World Tour. Aucun d'entre eux n'est présent dans le groupe de tête qui se dispute la victoire. Le membre de Trek-Segafredo le mieux classé est Edward Theuns, à la 26e place.

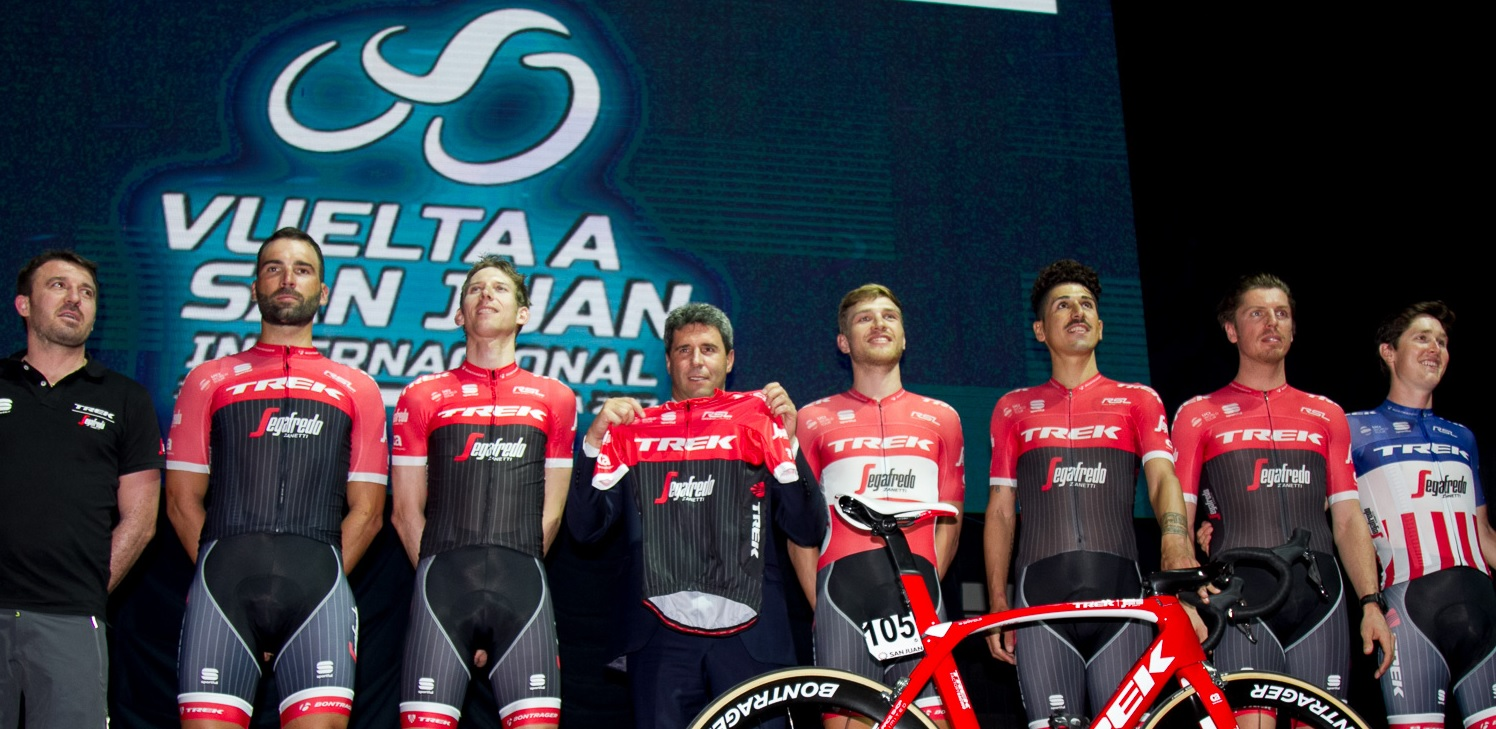
L'équipe au Tour de San Juan, remporté par Bauke Mollema.

Fin janvier, Bauke Mollema remporte le Tour de San Juan. Deuxième de la troisième étape, disputée contre-la-montre, derrière Ramūnas Navardauskas et devant son coéquipier Matthias Brändle, Mollema prend la tête du classement général à l'issue de l'"étape-reine", où il est classé cinquième et la conserve lors des deux dernières étapes, disputées au sprint.

## Coureurs et encadrement technique

### Effectif
| Cycliste                 | Date de naissance | Nationalité | Équipe 2016                          |  |
| ------------------------ | ----------------- | ----------- | ------------------------------------ |  |
| Eugenio Alafaci          | 9 septembre 1990  | Italie      | Trek-Segafredo                       |  |
| Fumiyuki Beppu           | 10 avril 1983     | Japon       | Trek-Segafredo                       |  |
| Julien Bernard           | 17 mars 1992      | France      | Trek-Segafredo                       |  |
| Matthias Brändle         | 7 décembre 1989   | Autriche    | IAM                                  |  |
| André Cardoso            | 3 septembre 1984  | Portugal    | Cannondale-Drapac                    |  |
| Marco Coledan            | 22 août 1988      | Italie      | Trek-Segafredo                       |  |
| Alberto Contador         | 6 décembre 1982   | Espagne     | Tinkoff                              |  |
| Gregory Daniel           | 8 novembre 1994   | États-Unis  | Axeon-Hagens Berman                  |  |
| Koen de Kort             | 8 septembre 1982  | Pays-Bas    | Giant-Alpecin                        |  |
| John Degenkolb           | 7 janvier 1989    | Allemagne   | Giant-Alpecin                        |  |
| Laurent Didier           | 19 juillet 1984   | Luxembourg  | Trek-Segafredo                       |  |
| Fabio Felline            | 29 mars 1990      | Italie      | Trek-Segafredo                       |  |
| Michael Gogl             | 4 novembre 1993   | Autriche    | Tinkoff                              |  |
| Ruben Guerreiro          | 6 juillet 1994    | Portugal    | Axeon-Hagens Berman                  |  |
| Jesús Hernández Blázquez | 28 septembre 1981 | Espagne     | Tinkoff                              |  |
| Markel Irizar            | 5 février 1980    | Espagne     | Trek-Segafredo                       |  |
| Bauke Mollema            | 26 novembre 1986  | Pays-Bas    | Trek-Segafredo                       |  |
| Giacomo Nizzolo          | 30 janvier 1989   | Italie      | Trek-Segafredo                       |  |
| Jarlinson Pantano        | 19 novembre 1988  | Colombie    | IAM                                  |  |
| Mads Pedersen            | 18 décembre 1995  | Danemark    | Stölting Service Group               |  |
| Grégory Rast             | 17 janvier 1980   | Suisse      | Trek-Segafredo                       |  |
| Kiel Reijnen             | 1er juin 1986     | États-Unis  | Trek-Segafredo                       |  |
| Peter Stetina            | 8 août 1987       | États-Unis  | Trek-Segafredo                       |  |
| Jasper Stuyven           | 17 avril 1992     | Belgique    | Trek-Segafredo                       |  |
| Edward Theuns            | 30 avril 1991     | Belgique    | Trek-Segafredo                       |  |
| Boy van Poppel           | 18 janvier 1988   | Pays-Bas    | Trek-Segafredo                       |  |
| Haimar Zubeldia          | 1er avril 1977    | Espagne     | Trek-Segafredo                       |  |
| Stagiaire                | Date de naissance | Nationalité | Équipe 2017                          |  |
| Matteo Moschetti         | 14 août 1996      | Italie      | Viris Maserati Sisal Chiaravalli L&L |  |

### Encadrement
Luca Guercilena est manager général de l'équipe depuis 2013.
Les directeurs sportifs sont Alain Gallopin, Kim Andersen, Adriano Baffi, Ivan Basso, Steven de Jongh, Dirk Demol, Luc Meersman et Yaroslav Popovych. Ce dernier était l'un des coureurs de l'équipe et en est devenu l'un des directeurs sportifs au cours de la saison précédente. Ivan Basso et Steven de Jongh arrivent de l'équipe Tinkoff avec Alberto Contador. Ivan Basso s'occupe des jeunes coureurs, notamment à travers le réseau d'équipes formatrices constitué par Trek-Segafredo : EFC-Etixx U23 en Belgique, GFDD Altopack-Eppela et Viris Vigevano U23 en Italie. Il doit en outre profiter du recrutement de Contador pour rapprocher la Fondation Contador, et ses équipes Polartec Juniors et U23, avec Trek-Segafredo,. Steven de Jongh, « homme de confiance » de Contador, le dirige en course depuis 2014,.

## Bilan de la saison

### Victoires
Trek-Segafredo obtient dix-huit victoires durant cette saison, auxquelles peuvent être ajoutées celles de Fabio Felline au Trofeo Laigueglia sous le maillot de l'équipe d'Italie, et de Peter Stetina lors de la troisième étape de la Cascade Classic avec l'équipe nationale américaine.
| Date       | Course                                         | Pays                | Classe | Vainqueur         |
| ---------- | ---------------------------------------------- | ------------------- | ------ | ----------------- |
| 29/01/2017 | Classement général du Tour de San Juan         | Argentine           | 2.1    | Bauke Mollema     |
| 02/02/2017 | 3e étape du Dubaï Tour                         | Émirats arabes unis | 2.HC   | John Degenkolb    |
| 24/02/2017 | Championnat de Colombie du contre-la-montre    | Colombie            | CN     | Jarlinson Pantano |
| 25/04/2017 | Prologue du Tour de Romandie                   | Suisse              | WT     | Fabio Felline     |
| 26/05/2017 | 3e étape du Tour de Belgique                   | Belgique            | 2.HC   | Matthias Brandle  |
| 03/06/2017 | 2e étape des Hammer Series                     | Pays-Bas            | 2.1    | Trek-Segafredo    |
| 25/06/2017 | Championnat du Danemark sur route              | Danemark            | CN     | Mads Pedersen     |
| 25/06/2017 | Championnat du Portugal sur route              | Portugal            | CN     | Ruben Guerreiro   |
| 16/07/2017 | 15e étape du Tour de France                    | France              | 2.WT   | Bauke Mollema     |
| 10/08/2017 | 4e étape du BinckBank Tour                     | Pays-Bas            | WT     | Edward Theuns     |
| 13/08/2017 | 7e étape du BinckBank Tour                     | Belgique            | WT     | Jasper Stuyven    |
| 24/08/2017 | 4e étape du Tour du Poitou-Charentes           | France              | 2.1    | Mads Pedersen     |
| 25/08/2017 | Classement général du Tour du Poitou-Charentes | France              | 2.1    | Mads Pedersen     |
| 09/09/2017 | 20e étape du Tour d'Espagne                    | Espagne             | 2.WT   | Alberto Contador  |
| 14/09/2017 | 3e étape du Tour du Danemark                   | Danemark            | 2.HC   | Mads Pedersen     |
| 15/09/2017 | 4e étape du Tour du Danemark                   | Danemark            | 2.HC   | Matthias Brandle  |
| 16/09/2017 | Classement général du Tour du Danemark         | Danemark            | 2.HC   | Mads Pedersen     |
| 15/10/2017 | 6e étape du Tour de Turquie                    | Turquie             | WT     | Edward Theuns     |

### Résultats sur les courses majeures
Les tableaux suivants représentent les résultats de l'équipe dans les principales courses du calendrier international (les cinq classiques majeures et les trois grands tours). Pour chaque épreuve est indiqué le meilleur coureur de l'équipe, son classement ainsi que les accessits glanés par Trek-Segafredo sur les courses de trois semaines.

#### Classiques
| Classique            | Milan-San Remo      | Tour des Flandres   | Paris-Roubaix       | Liège-Bastogne-Liège | Tour de Lombardie   |
| -------------------- | ------------------- | ------------------- | ------------------- | -------------------- | ------------------- |
| Coureur (classement) | John Degenkolb (7e) | John Degenkolb (7e) | Jasper Stuyven (4e) | Fabio Felline (16e)  | Bauke Mollema (19e) |

#### Grands tours
| Grand tour           | Tour d'Italie      | Tour de France                     | Tour d'Espagne                                                                   |
| -------------------- | ------------------ | ---------------------------------- | -------------------------------------------------------------------------------- |
| Coureur (classement) | Bauke Mollema (7e) | Alberto Contador (9e)              | Alberto Contador (5e)                                                            |
| Accessits            | -                  | 1 victoire d'étape (Bauke Mollema) | 1 victoire d'étape (Alberto Contador), Prix de la combativité (Alberto Contador) |

### Classement UCI
Trek - Segafredo termine à la 5e place du classement par équipes du World Tour avec 7934 points. Ce total est obtenu par l'addition des points de ses coureurs au classement individuel. Le coureur de l'équipe le mieux classé est Alberto Contador, 10e avec 1987 points.
| Rang | Coureur                  | Points |
| ---- | ------------------------ | ------ |
| 10   | Alberto Contador         | 1987   |
| 17   | Bauke Mollema            | 1524   |
| 31   | Jasper Stuyven           | 1120   |
| 36   | John Degenkolb           | 990    |
| 54   | Fabio Felline            | 749    |
| 89   | Edward Theuns            | 418    |
| 121  | Jarlinson Pantano        | 246    |
| 128  | Ruben Guerreiro          | 208    |
| 155  | Michael Gogl             | 149    |
| 174  | Haimar Zubeldia          | 111    |
| 207  | Peter Stetina            | 82     |
| 244  | Koen de Kort             | 59     |
| 277  | Kiel Reijnen             | 41     |
| 278  | André Cardoso            | 41     |
| 294  | Julien Bernard           | 35     |
| 303  | Giacomo Nizzolo          | 32     |
| 307  | Jesus Hernandez Blazquez | 29     |
| 311  | Boy van Poppel           | 28     |
| 316  | Gregory Rast             | 26     |
| 334  | Laurent Didier           | 22     |
| 357  | Matthias Brändle         | 15     |
| 368  | Fumiyuki Beppu           | 12     |
| 406  | Mads Pedersen            | 5      |
| 409  | Gregory Daniel           | 5      |